# Cerynea sobria
Cerynea sobria är en fjärilsart som beskrevs av W. Warren 1913. Cerynea sobria ingår i släktet Cerynea och familjen nattflyn. Inga underarter finns listade i Catalogue of Life.